# Campeonato Juvenil de la AFC 1980
El Campeonato Juvenil de la AFC 1980 se llevó a cabo del 21 de febrero al 1 de marzo en Bangkok, Tailandia y contó con la participación de 5 selecciones juveniles de Asia.
Corea del Sur fue el campeón del torneo tras ser la selección que acumuló más puntos en la fase final del torneo.

## Participantes
| - Catar - Corea del Sur | - Bangladés - Japón | - Tailandia (anfitrión) |

## Fase final
| País          | J | G | E | P | GF | GC | GD | Pts |
| ------------- | - | - | - | - | -- | -- | -- | --- |
| Corea del Sur | 4 | 3 | 1 | 0 | 9  | 3  | +6 | 7   |
| Catar         | 4 | 2 | 1 | 1 | 4  | 4  | 0  | 5   |
| Japón         | 4 | 2 | 0 | 2 | 4  | 5  | -1 | 4   |
| Tailandia     | 4 | 1 | 0 | 3 | 6  | 5  | +1 | 2   |
| Bangladés     | 4 | 0 | 2 | 2 | 1  | 7  | -6 | 2   |

| Equipo 1      | Resultado | Equipo 2      |
| ------------- | --------- | ------------- |
| Bangladés     | 0-5       | Tailandia     |
| Catar         | 1-4       | Corea del Sur |
| Tailandia     | 0-2       | Qatar         |
| Corea del Sur | 3-1       | Japón         |
| Bangladés     | 0-0       | Qatar         |
| Tailandia     | 1-2       | Japón         |
| Japón         | 0-1       | Catar         |
| Corea del Sur | 1-1       | Bangladés     |
| Bangladés     | 0-1       | Japón         |
| Corea del Sur | 1-0       | Tailandia     |

## Campeón
| Campeonato Juvenil de la AFC 1980 |
| --------------------------------- |
| Bandera de Corea del Sur          |
| Corea del Sur 5º Título           |

## Clasificados al Mundial Sub-20
| - Corea del Sur | - Catar |